# 1200-talet

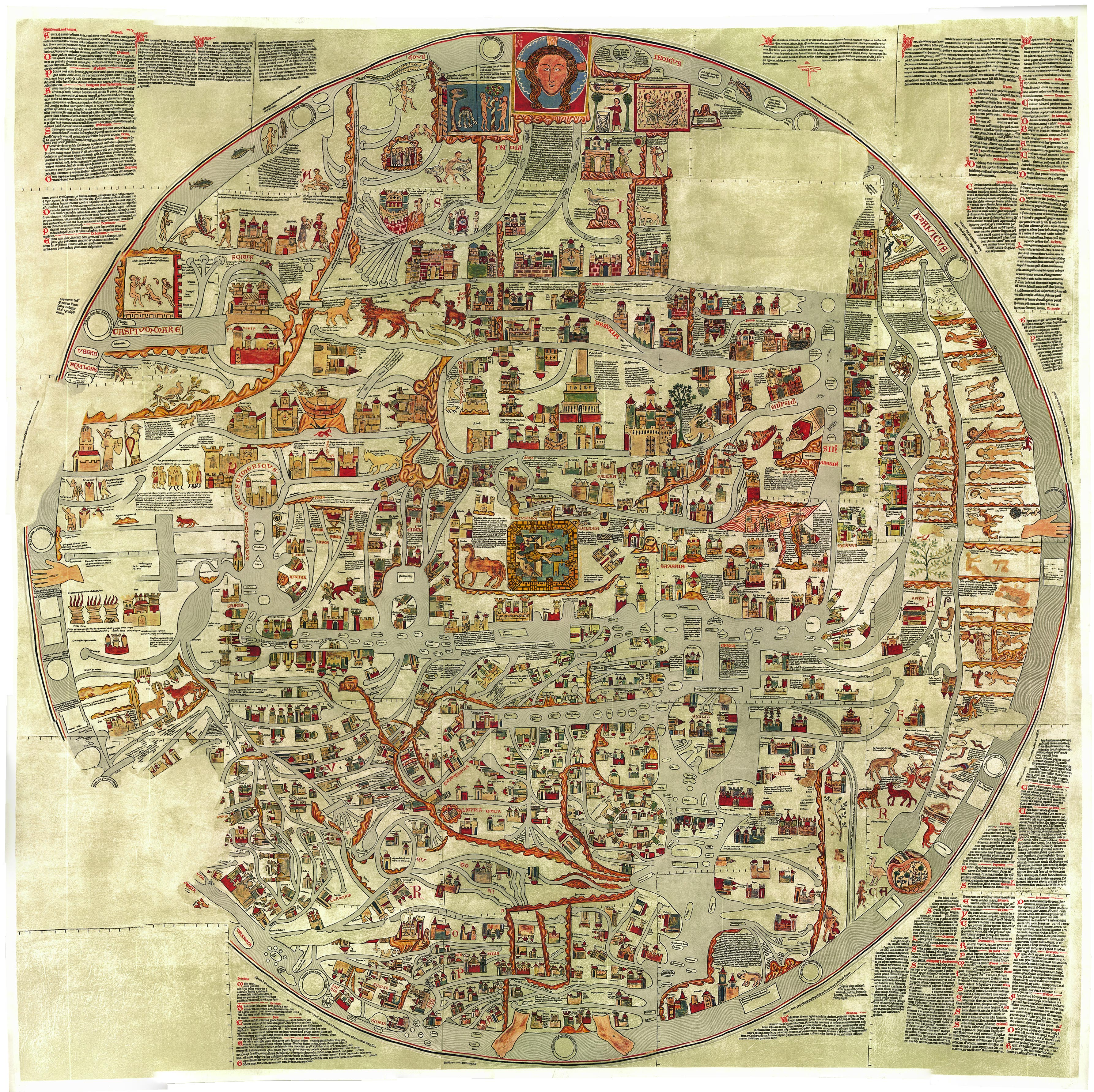
En karta av T-O-typ med jorden inskriven i en cirkel av vatten, floden Oceanus. Medelhavet, Nilen och Don formar ett T eller ett Y. Den övre halvan av cirkeln är Asien, till vänster nedtill ligger Europa och till högrer ligger Afrika. T-O-kartorna var i Europa vid denna tid den vanligaste återgivningen av världen. Man får se dessa kartor som gestaltningar av en världsbild; Jesus omfattar jorden, ansiktet upptill, fötterna nederst och händerna på sidorna. Paradiset ligger i öster, det vill säga upptill, här illustrerat med Adam och Eva. Jerusalem ligger i jordens mitt. Denna karta, kallad Ebstorfers världskarta, är gjord vid seklets slut.

- I början av 1200-talet erövrar korsriddare Konstantinopel och mongolerna når Europa, när de invaderar Ryssland, Polen och Ungern. De första borgarna med rundmurade torn byggs.
- Nya framsteg inom upptäckter görs och Marco Polo färdas till Kina från Venedig.
- Korsriddarnas siste fäste erövras och korstågen är därmed avslutade 1291.
- I slutet av århundradet inleds skotska frihetskriget, då Alexander III av Skottland dör utan att lämna någon arvinge efter sig, vilket innebär att Edvard I av England gör anspråk på Skottlands tron.

## Händelser

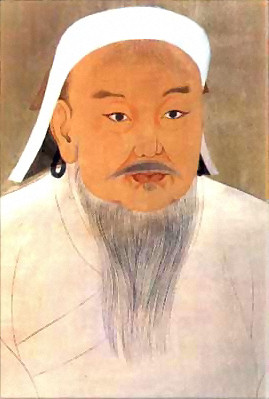
Djingis khan, kinesisk målning, okänt år.

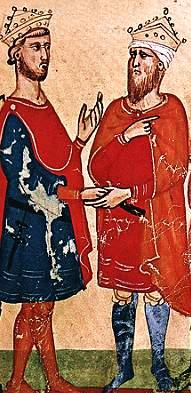
Sjätte korståget: Fredrik II av Tysk-Romerska riket träffar Kamil Muhammad al-Malik, handskrift okänt år.

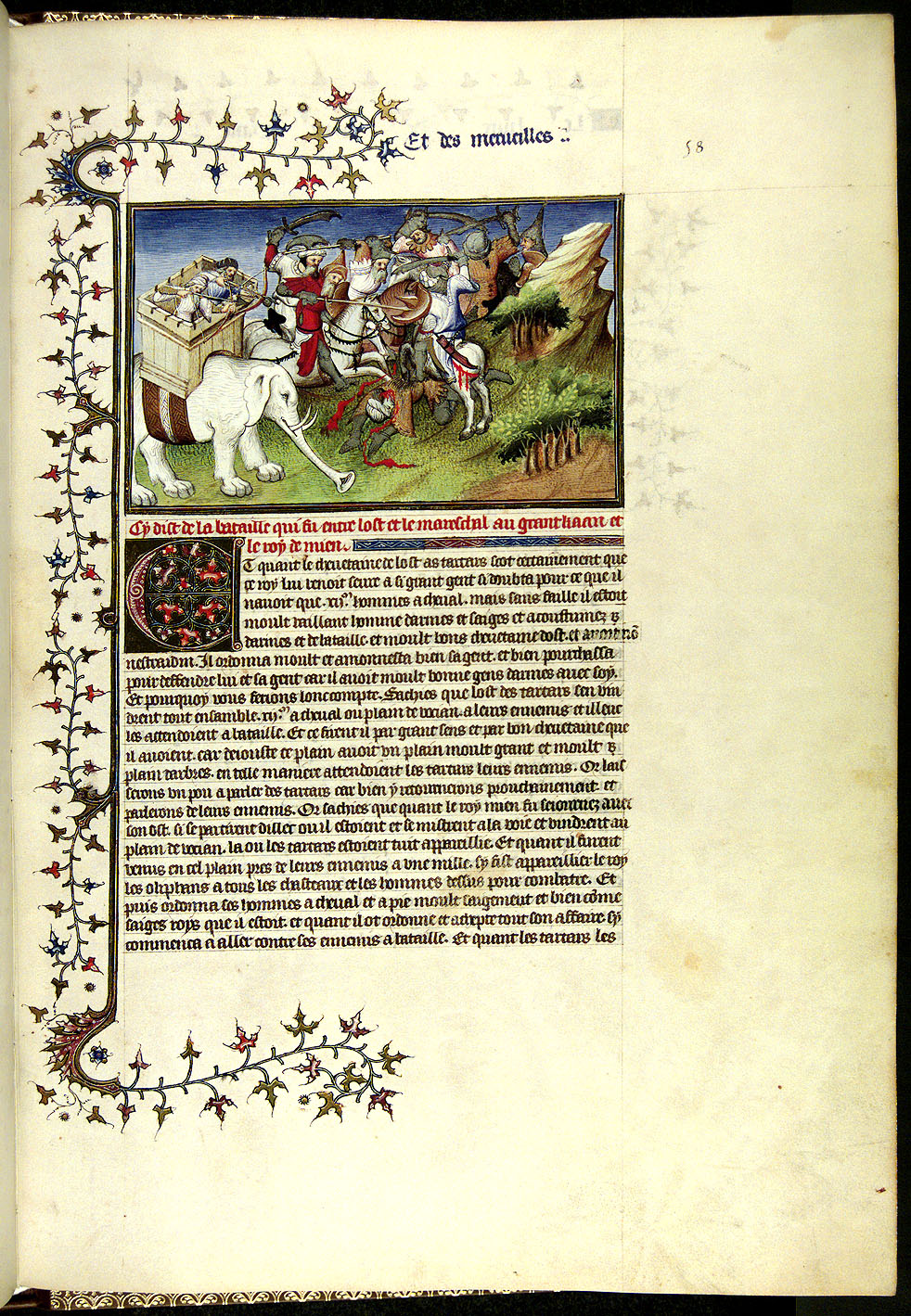
Ur Marco Polos bok "Il Milione" (Marco Polos resor), handskrift 1298-1299.

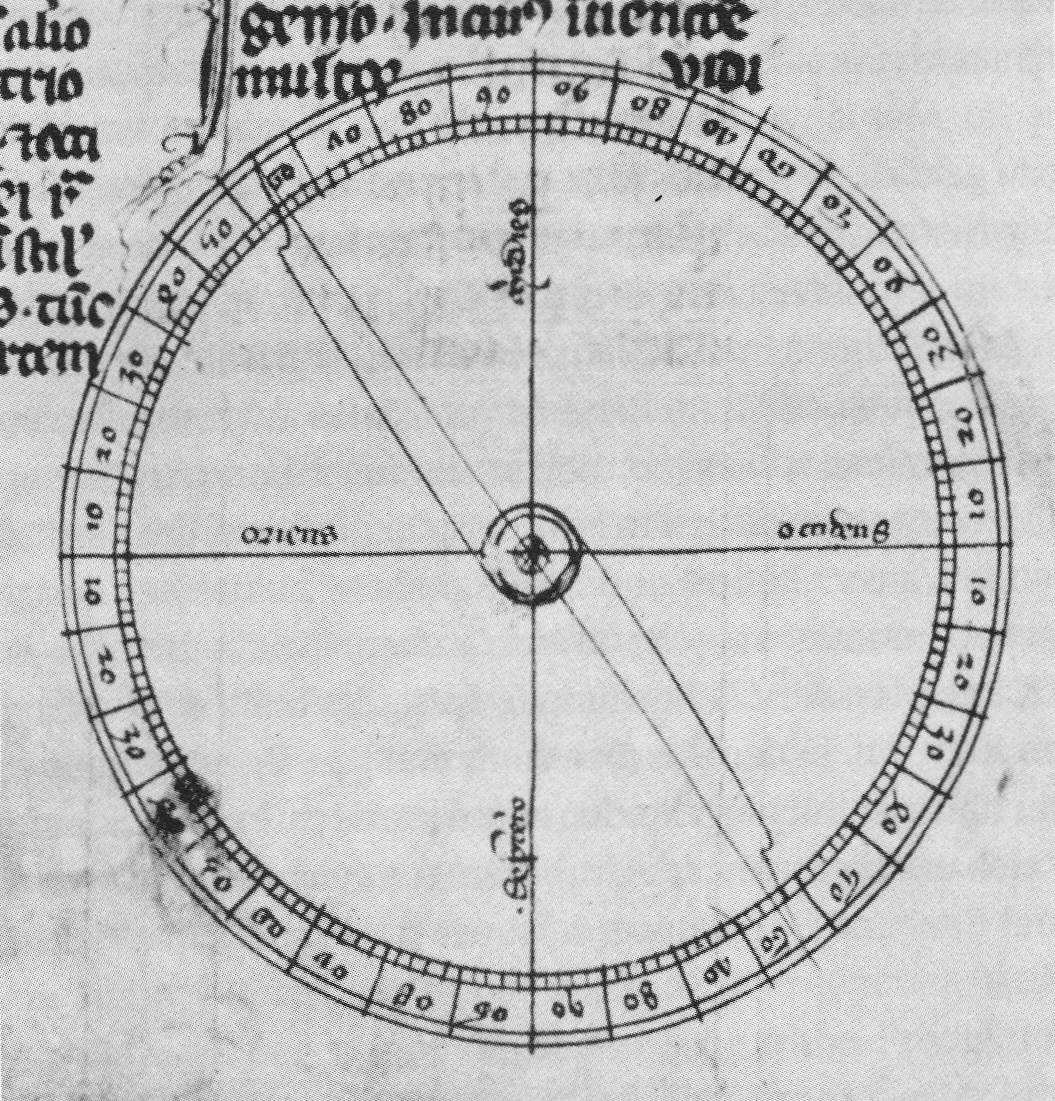
Ritning av kompass.

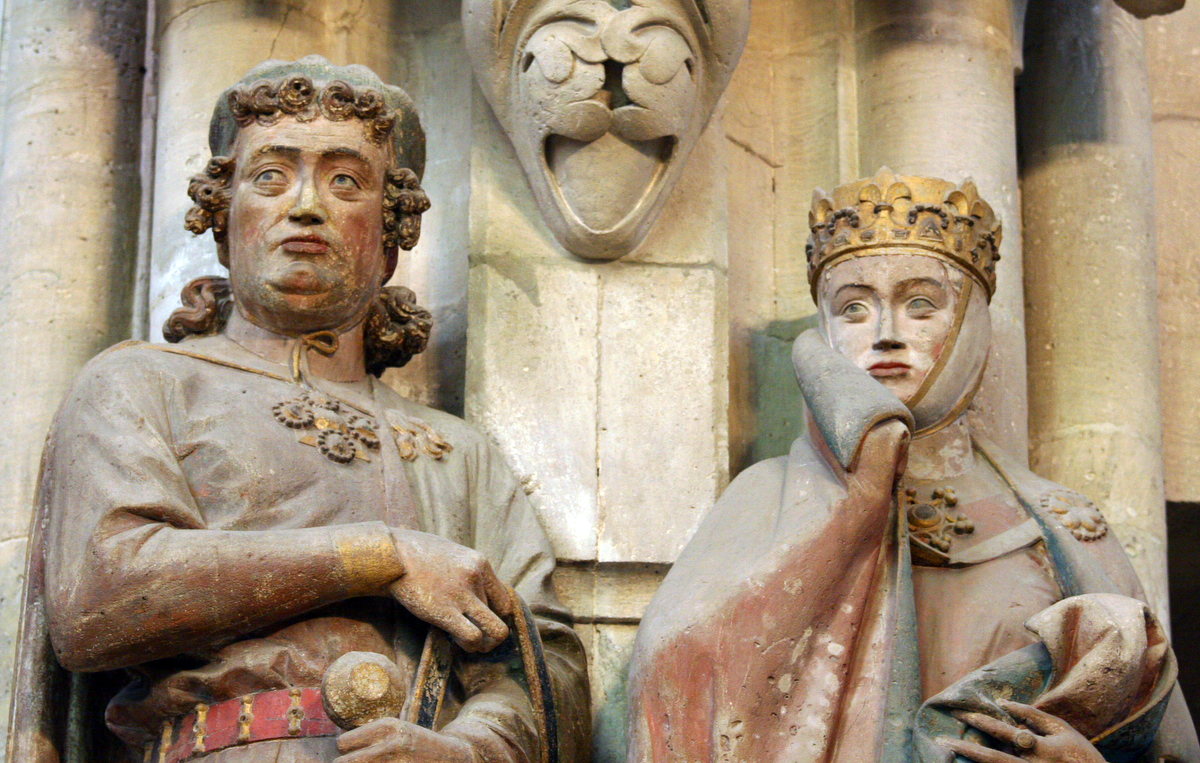
Ekkehard II av Meissen och Uta, Naumburgmästaren 1250.

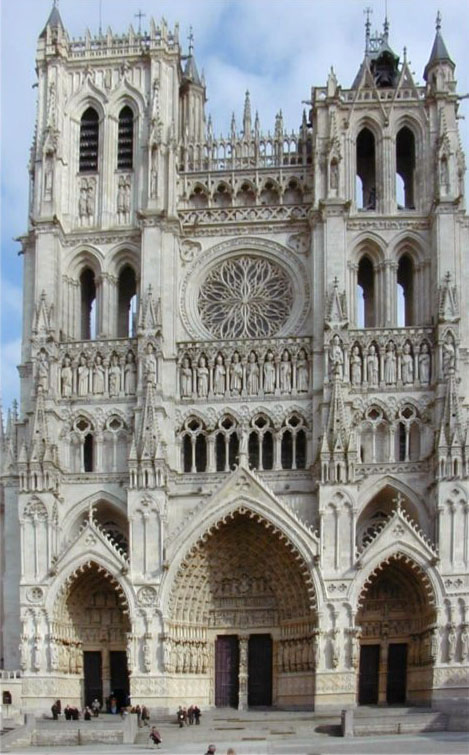
Katedralen i Amiens, foto 2005.

### Krig och politik
- 1200 - Vid seklets början grundas Inkariket.
- 1206 - Temudjin blir mongolernas khan och antar namnet Djingis khan.
- 1204 - Korsriddare erövrar Konstantinopel.
- 1211 - Mongolarmén anfaller Kina.
- 1215 - Kinas huvudstad Peking, erövras av mongolerna.
- 1215 - Den engelske kungen Johan utan land tvingas underteckna fördraget Magna Charta, som reglerar maktfördelningen mellan kungen och parlamentet i England.
- 1217 - Mongolerna härskar i Kina och Korea. Deras nya huvudstad blir Karakorum.
- 1219 - Den danska flaggan Dannebrogen faller enligt legenden ner från himlen i huvudet på den danske kungen Valdemar Sejr, som är på korståg i Estland.
- 1219 - Mongolerna rider västerut för att angripa Persien och Turkiet.
- 1221 - Femte korståget inleds med strider mot sultanen av Egypten.
- 1224 - Mongolerna invaderar Ryssland, Polen och Ungern.
- 1227 - Djingis khan dör.
- 1228 - Sjätte korståget tar slut när muslimer överlämnar Jerusalem.
- 1229 - Ögödei, Djingis khans son, blir ny mongolisk khan.
- 1237 - Mongolgeneralerna Batu khan och Subotai invaderar norra Ryssland.
- 1241 - Ögödei dör och mongolerna drar sig tillbaka från Europa.
- 1244 - Muslimerna återtar Jerusalem.
- 1249 - Sjunde korståget leds av Ludvig IX av Frankrike.
- 1249 - Alfons III av Portugal erövrar Algarve från morerna.
- 1250 - Mayakulturen får ett nytt uppsving och Mayapán blir den viktigaste staden.
- 1252 - Enligt Erikskrönikan grundar Birger jarl staden Stockholm.
- 1260 - De tyska städerna Lübeck och Hamburg grundar ett handelsförbund som senare blir Hansan.
- 1270 - Åttonde korståget leds också av Ludvig IX. Han och många av hans män dör av pest i Tunis.
- 1271 - Marco Polo färdas till Kina från Venedig.
- 1280-talet - Edvard I av England beordrar uppförandet av en stor mängd borgar i England och Wales.
- 1290 - Magnus Ladulås och Helvigs son Birger blir svensk kung.
- 1291 - Acre, korsriddarnas siste fäste, erövras och korstågen är därmed avslutade.
- 1296 - Slaget vid Dunbar, ett av flera slag under Skotska frihetskriget, utkämpas.
- Bysantinska riket faller samman under angrepp från turkar och bulgarer.
- Många nya städer grundas i Europa. Stadsstater har slagit igenom i Italien och Tyskland.
- Feodalismen blir stabilare med nivåer av vasall-furste-relationer från kung och neråt.

### Teknik och vetenskap
- Kompassen, en kinesisk uppfinning, kommer till Europa.
- 1259 - Den persiske astronomen Nasir al-Din al-Tusi låter bygga observatoriet i Maragheh.
- 1270 - Papper börjar tillverkas i Italien.
- 1280 - Glasögon konstrueras i Venedig.

### Konst och arkitektur
- Gotiken är den dominerande stilriktningen i Europa under seklet.
- 1205 - Borgen Krak des Chevaliers i Syrien återuppförs av Johanniterriddarna.
- 1209 - Den nya London Bridge byggs.
- 1220-talet - De första borgarna med rundmurade torn byggs.
- 1236 - Katedralen i Amiens, den största gotiska katedralen i Frankrike, står färdig.
- 1250 - Naumburgmästaren gör skulpturerna i Naumburg an der Saales katedral.
- 1291 - Första delen av Strängnäs domkyrka invigs.

## Födda
- 1 oktober 1207 - Henrik III av England.
- 1223 - Eleanora av Provence
- 1225 - Thomas av Aquino, den främste av de katolska teologerna
- 17 juni 1239 - Edvard I av England.
- 1241 - Eleanora av Kastilien.
- 1260 - Mäster Eckehart, en av medeltidens mest betydande mystiker
- 1270 - William Wallace.
- 11 juli 1274 - Robert I av Skottland.
- 25 april 1284 - Edvard II av England.
- 1295 - Isabella av Frankrike.

## Avlidna
- 1227 - Djingis khan.
- 1241 - Ögödei, Djingis khans son och storkhan över mongolriket
- 1263 - Alexander Nevskij, rysk nationalhjälte och helgon
- 1274 - Thomas av Aquino, italiensk teolog och filosof
- 1286 - Alexander III av Skottland, död utan att lämna någon arvinge efter sig.